# Mundo Gráfico
Mundo Gráfico va ser una revista il·lustrada espanyola, publicada entre 1911 i 1938. Comptava aleshores amb les considerades millors signatures literàries entre les quals hi havia Salvador Rueda, Juan Pérez Zúñiga, José Francés, Arturo Reyes i Eduardo Gómez de Baquero.
Mundo Gráfico tenia els seus tallers situats al carrer San Roque, 7 de Madrid. Les subscripcions i anuncis se sol·licitaven a la Puerta del Sol, 6 (Librería San Martín). La seva adreça telegràfica era "GRAFIMUN", el seu telèfon el 1067 i la redacció i administració estaven al carrer Montera, 39 de Madrid. Més tard unifica tallers, redacció i administració així com els tallers de fotogravat al Carrer Hermosilla, 57 (abans número 59).
La Librería San Martín estava situada al famós edifici del cartell de "Tío Pepe" de la Puerta del Sol, en el qual actualment es troba la tenda Apple de Madrid. L'Editorial San Martín fa referència d'aquell en aquest article literal:
| « | Aquesta Editorial vorejant els 150 anys d'existència segueix fidel a la divulgació històrica com ho va fer nostra tradicional Libreria San Martín de la Puerta del Sol n. 6, desallotjada i espoliada davant notari en 1992, per l'Ajuntament de Madrid, recolzant interessos especulatius. El consistori, es nega a efectuar l'inventari, promès davant Notari, dels fons expropiats, i ven per 1.3 milions de pessetes llibres i documents històrics taxats en... | » |

El paper de les portades de l'emblemàtica revista estava fabricat amb pasta d'espart i produït per la Paperera Espanyola.

## Curiositats

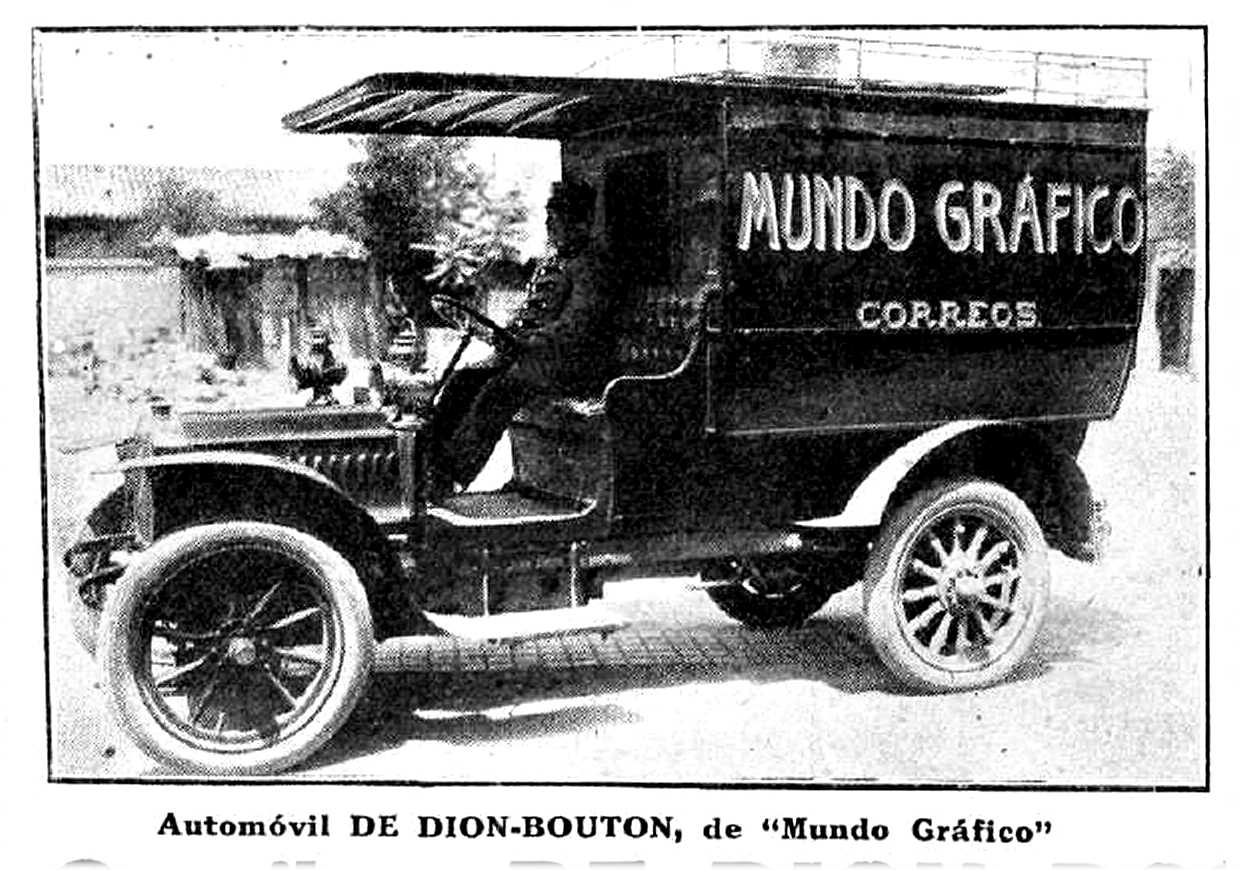
De Dion-Bouton 1912 - Correus de Mundo Gráfico

Per a la publicitat francesa i anglesa en el periòdic es contractava en l'Agència Havas n. 8 - Place de la Bourse - París; 113 Cheapside - London I. C. i Puerta del Sol, 6 - Madrid.
En els exemplars s'anunciava "ES VENEN els clixés usats en aquesta revista. Dirigir-se a l'Administració de MUNDO GRÁFICO, Hermosilla, 57."
Els preus de subscripció en 1912 eren els següents:
- Madrid i Províncies: Any, 10 pessetes. Semestre, 6 pessetes.
- Estrangers: Any, 15 francs. Semestre, 8 francs.